# Gadsden, Arizona
Gadsden je naseljeno područje za statističke svrhe u američkoj saveznoj državi Arizona. Prema popisu stanovništva iz 2010. u njemu je živjelo 678 stanovnika.